# Рєзанов Олександр Геннадійович
Олександр Геннадійович Рєзанов (нар. 6 жовтня 1948, Александровськ, Сахалінська область, Росія — 5 вересня 2024) — український радянський гандболіст, олімпійський чемпіон, заслужений майстер спорту СРСР.
Виступав за команду «ЗІІ» (Запоріжжя).
На мюнхенській Олімпіаді 1972 року зіграв у складі збірної СРСР всі шість матчів і закинув три голи. Команда посіла п'яте місце.
На монреальській Олімпіаді 1976 року зіграв усі шість матчів і знову закинув три голи. Команда виграла золоті олімпійські нагороди.